# Zbigniew Rudnicki (politolog)
Zbigniew Bartłomiej Rudnicki (ur. 25 listopada 1949, zm. 31 stycznia 2022) – polski politolog i etnograf, wykładowca akademicki, dr. hab. nauk humanistycznych.

## Życiorys
Urodził się 25 listopada 1949. Przez całe życie związany był z Krakowem.
W 1979 ukończył etnografię na Uniwersytecie Jagiellońskim. W czasie studiów był seminarzystą profesorów Andrzeja Waligórskiego i Kazimierza Godłowskiego. W 1980 rozpoczął studia doktorskie na Wydziale Studiów Międzynarodowych i Politycznych UJ, które zakończył 1 stycznia 1989 obroną pracy Broń nuklearna jako instrument politycznego oddziaływania napisanej pod kierunkiem doktora hab. Gwidona Rysiaka. Recenzentami pracy byli profesorowie Józef Kukułka i Marian Zgórniak.
Od 1984 do 2008 był pracownikiem Akademii Ekonomicznej w Krakowie, przekształconej później w Uniwersytet Ekonomiczny. Od 1990 był adiunktem w Katedrze Studiów Europejskich na Wydziale Ekonomii i Stosunków Międzynarodowych Akademii Ekonomicznej w Krakowie. 26 czerwca 2007 na Wydziale Studiów Międzynarodowych i Politycznych UJ uzyskał habilitację na podstawie pracy Systemowe i doktrynalne determinanty pokojowego załatwiania sporów międzynarodowych w praktyce Ligi Narodów, której recenzentami byli profesorowie: Włodzimierz Malendowski, Władysław Andrzej Czapliński, Józef Łaptos oraz dr hab. Kazimierz Lankosz.
W latach 2008–2013 był kierownikiem Katedry Teorii Stosunków Międzynarodowych na Wydziale Prawa i Administracji Uniwersytetu Kardynała Stefana Wyszyńskiego w Warszawie. Był współpredaktorem Polskiego Przeglądu Stosunków Międzynarodowych. Pracował jako profesor nadzwyczajny w Instytucie Politologii na Wydziale Politologii Uniwersytetu Pedagogicznego im. Komisji Edukacji Narodowej w Krakowie.
Odbywał pobyty badawcze, m.in. na Grand Valley State University w Michigan (USA), Uniwersytecie Hamburskim (Niemcy) i Europejskim Instytucie Uniwersyteckim we Florencji (Włochy). Był członkiem European Information Association (od 1996),
Polskiej Rady Ruchu Europejskiego (od 1997), International Studies Association (od 1998) i Polskiego Stowarzyszenia Badań nad Wspólnotą Europejską (od 2000).
Recenzował prace habilitacyjne Grzegorza Bonusiaka, Wojciecha Dohnala, Mariusza Maszkiewicza i Pierre’a Webera.
Zmarł po długiej chorobie 31 stycznia 2022, został pochowany 3 lutego na Cmentarzu Rakowickim w Krakowie.

## Życie prywatne
Był żonaty z Danutą, również dr hab. nauk humanistycznych.

## Publikacje
- Systemowe i doktrynalne determinanty pokojowego załatwiania sporów międzynarodowych w praktyce Ligi Narodów, Wydawnictwo Akademii Ekonomicznej, Kraków 2005 (monografia)[1]
- Uniwersalistyczne organizacje – aktorzy czy instrumenty w polityce międzynarodowej pod redakcją Wojciecha Gizickiego, Wydawnictwo Adam Marszałek, Toruń 2012 (autor rozdziałów)[2].